# Película cinematográfica
Filme cinematográfico ou película cinematográfica (por vezes abreviado como película ou filme), é qualquer filme fotográfico que é utilizado para a realização de filmes para cinema ou televisão. Sua principal característica específica, que o distingue dos filmes fotográficos comuns, é ser fabricado em rolos maiores, permitindo filmagens mais longas.
Grandes fabricantes mundiais de película são as indústrias estadunidense Kodak e a japonesa Fuji.
Há diversos formatos de película, em geral definidos pela sua bitola (largura). Os formatos mais conhecidos para cinema são 35 mm, 16 mm e Super-8. E há diferentes películas para filmes em preto e branco e em cores.

## Elementos do filme
Independentemente da bitola e do formato, o filme cinematográfico possui quatro elementos básicos:
- Fotograma ou quadro (em inglês, "frame"): é o espaço onde cada imagem fixa se forma e é armazenada. Este espaço é de formato retangular, em geral na proporção 1.33 ou 4x3 (o que significa que a largura é 33% maior que a altura). A projeção destas imagens em alta velocidade (desde 1927 padronizada em 24 por segundo) e em registro é que produz ao olho humano a ilusão de movimento.

- Perfurações ("film perforations" ou "perfs"): são furos feitos na superfície do filme, em geral dos dois lados do fotograma, e que servem para facilitar o transporte do filme, tanto na câmara quanto no projetor, mantendo as imagens em registro umas com as outras.

- Pista de som ("sound track"): é o espaço para a informação sonora, disposto transversalmente numa das laterais do filme, entre o fotograma e as perfurações. Pode ser constituído por uma ou mais pistas de som óptico (visíveis como uma linha sinuosa preta "desenhada" ao lado do fotograma) ou de som magnético (tiras de cor marrom constituídas de material magnetossensível).

- Numeração de borda ("edge numbers" ou "edge code"): é uma série de pequenos números impressos em uma das bordas da película, sequencialmente e a intervalos regulares, para facilitar a montagem do filme e sua posterior manipulação no laboratório. Desde 1991, esses números são acompanhados de código de barras, o que permite a sua leitura mecânica..